# Cougar Club
Cougar Club è un film del 2007 diretto da Christopher Duddy interpretato da Jason Jurman, Warren Kole e Joe Mantegna.

## Trama
La vita dopo il college per Spence and Hogan non è affatto divertente. I due lavorano per avvocati divorzisti che li sfruttano. Spence ha una ragazza che non ama e Hogan è insoddisfatto della propria esistenza. Quando si presenta l'occasione di aprire un club per giovani uomini in cerca di donne più mature, i due non si lasciano sfuggire quest'opportunità e inaugurano il Cougar.